# تو هیچ‌گاه تنها گام برنخواهی داشت
«تو هیچ‌گاه تنها گام برنخواهی داشت» (به انگلیسی: You'll Never Walk Alone) ترانه نمایش موزیکال چرخ‌وفلک محصول ۱۹۴۵ است که نویسنده متن این آهنگ اسکار همرستاین و آهنگساز آن ریچارد راجرز است.
این آهنگ بعدها توسط خوانندگان مطرحی هم‌چون :فرانک سیناترا جری و پیسمیکرز، الویس پریسلی ،اندی ویلیامز، دوریس دی،کریس دی برگ (یک آلبوم به همراه تک آهنگی به همین نام) و جودی گارلند بازآفرینی شد. هم‌چنین گروه موسیقی راک پینک فلوید متن این آهنگ را با مقداری تغییر، در آهنگ نترس آلبوم فضولی سال ۱۹۷۱، با الهام از هواداران لیورپول جایگاه کوپ آنفیلد ساختند.
در سال ۲۰۰۱ میلادی در جشنواره جایزه امی، باربارا استرایسند خواننده و آهنگساز آمریکایی برای یادبود کشته‌شدگان حملات تروریستی ۱۱ سپتامبر آهنگ «تو هیچ‌گاه تنها گام برنخواهی داشت» را سرود.

## استفاده‌های ورزشی

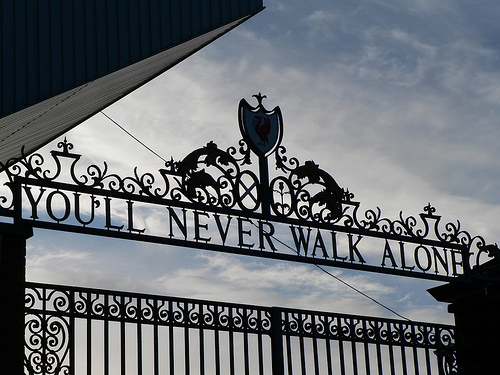
دروازه بیل شنکلی که بر سر در آن شعار معروف «تو هیچ‌گاه تنها گام برنخواهی داشت» حک شده است.

محبوب‌ترین بازآفرینی این آهنگ مربوط به گروه جری و پیسمیکرز است که این بازآفرینی در پی موفقیت‌های باشگاه لیورپول در دهه ۶۰ میلادی برای نخستین بار از سوی هوادارن جایگاه کوپ ورزشگاه آنفیلد در ۳۰ نوامبر ۱۹۶۳ سروده شد و تا به امروز پیش از آغاز بازی‌های خانگی در این ورزشگاه، توسط هوادارن لیورپول خوانده می‌شود. عنوان این آهنگ که یکی از نمادهای باشگاه لیورپول محسوب می‌شود، علاوه بر اینکه بر روی آرم باشگاه آورده شده، بر روی دروازه بیل شنکلی در آنفیلد نیز حک شده‌است.